# Berkley, Massachusetts
Berkley är en kommun (town) i Bristol County i delstaten Massachusetts, USA. Vid folkräkningen år 2000 bodde 5 749 personer på orten. Den har enligt United States Census Bureau en area på totalt 45,0 km² varav 2,1 km² är vatten.